# Lopatcong Overlook
Lopatcong Overlook – jednostka osadnicza w Stanach Zjednoczonych, w stanie New Jersey, w hrabstwie Warren.